# Hanover (New Hampshire)
Hanover è un comune degli Stati Uniti d'America facente parte della contea di Grafton nello stato del New Hampshire. Vi ha sede il Dartmouth College.